# Колобома

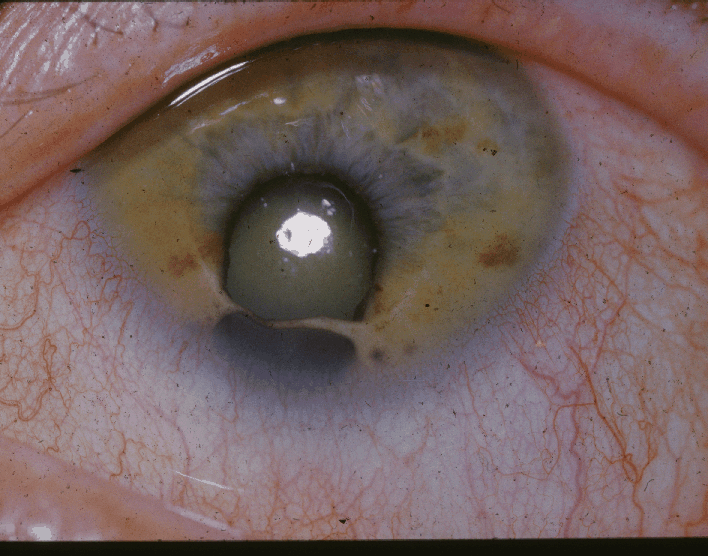
Колобома

Колобома (от др.-греч. κολόβωμα — увечье) — дефект в оболочках глаза. Проявляется он, как правило, отсутствием части глазной оболочки. Чаще всего колобома является врождённой аномалией развития, которая наступает вследствие внутриутробных нарушений. Часто колобома сочетается с другими пороками развития, такими, как заячья губа, расщелина твёрдого неба (волчья пасть). Однако может быть и приобретённой.

## Виды колобом
Колобома делится на различные виды в зависимости от времени появления.
- Врождённая колобома. Развивается при воздействии на зачатки глаза повреждающих факторов. В результате этого происходит неправильное закрытие зародышевой щели глазного бокала и нарушается форма образующихся структур.
- Приобретённая колобома. Развивается вследствие травм глазного яблока, когда некоторые участки теряют жизнеспособность и некротизируются. Также причиной колобомы может явиться послеоперационный дефект (иридэктомия при опухолях радужной оболочки).

Также выделяют различные виды колобом в зависимости от того, какая часть глаза повреждена.
- Колобома радужки. Этот вариант патологии встречается наиболее часто. Обычно дефект радужной оболочки имеет грушевидную форму и располагается в нижней части радужки. Как правило, поражается один глаз, однако возможно и двухстороннее расположение дефектов. При врождённой колобоме зрачок сохраняет способность сокращаться и в месте дефекта, что отличает её от приобретённой колобомы, когда нарушено функционирование зрачкового сфинктера.
- Колобома хориоидеи. В данном случае присутствует дефект сосудистой оболочки глазного яблока.
- Колобома ресничного тела. Отсутствует участок ресничного тела. Вследствие этого нарушено функционирование аккомодационного аппарата.
- Колобома хрусталика как и колобома зрительного нерва, является очень редкой патологией и проявляется отсутствием частей данных органов и их деформации.
- Колобома век. Часто представлена в виде треугольной формы вырезки на верхнем веке.